# 小叶榄仁

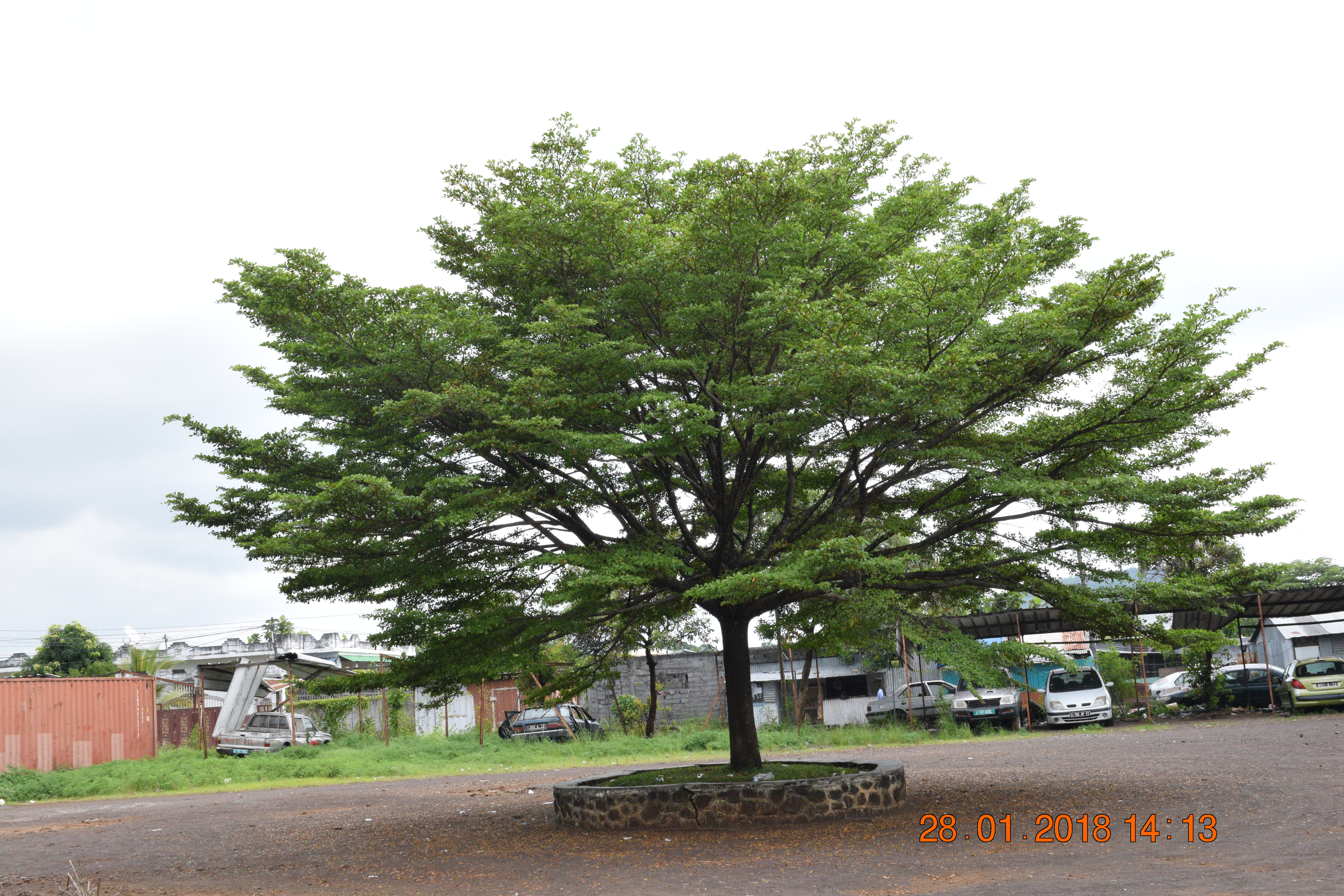

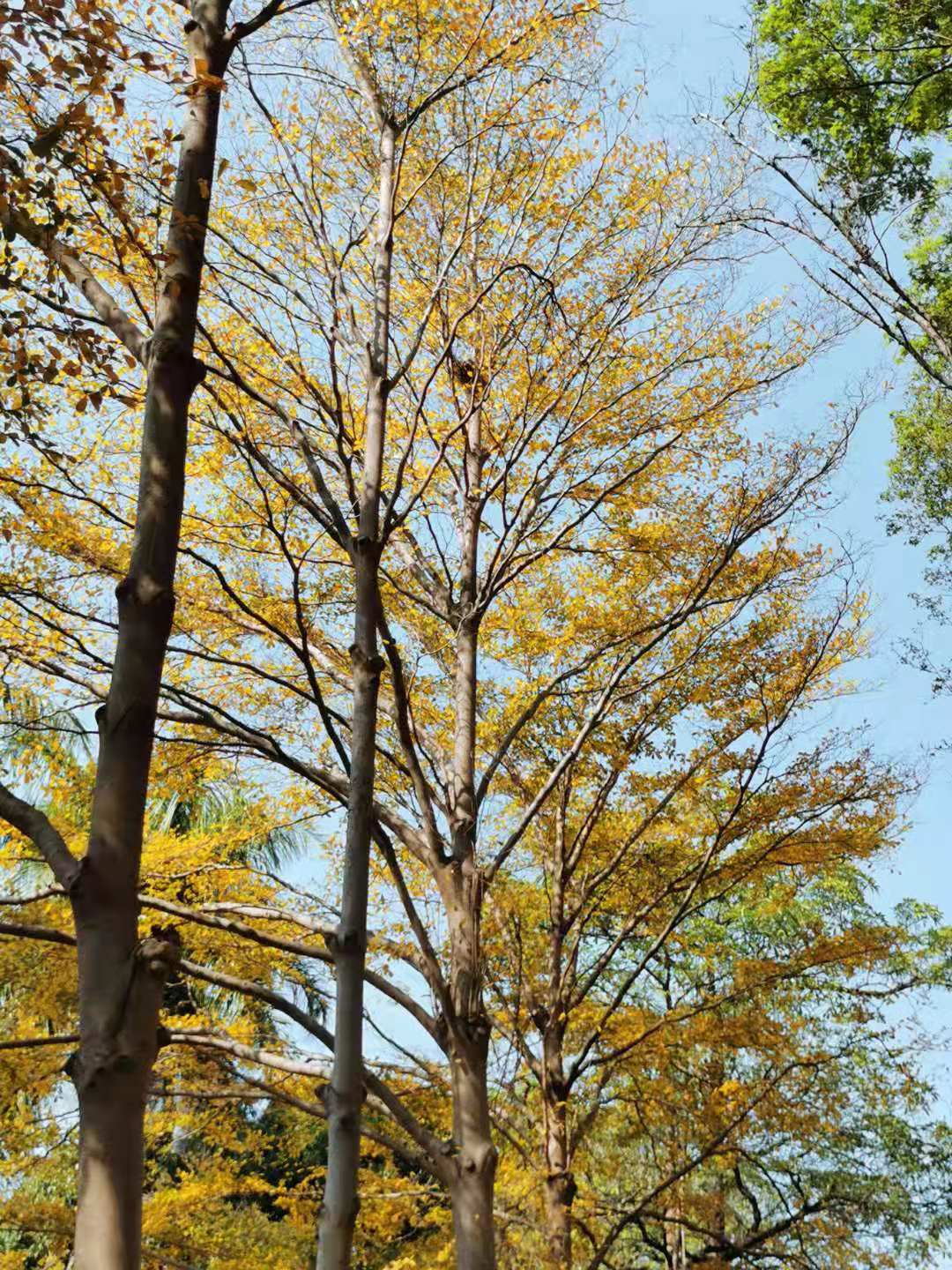
冬季時的小葉欖仁樹

小葉欖仁（學名：Terminalia mantaly）又名錦葉欖仁、碎葉欖仁、非洲欖仁、雨傘樹、法國枇杷，為使君子科欖仁屬的一種，是一种常綠喬木，原生于馬達加斯加。在中國（福建、廣東、廣西、海南、香港、澳門）、臺灣島、東南亞和南亞均有分佈 。

## 型態
細葉欖仁高可達15公尺，主幹挺直、樹形乾淨素雅，枝丫自然分層輪生於主幹四周，層層分明有序水平向四周開展，枝椏柔軟，小葉枇杷形，具短絨毛，為園林造景者的喜好樹種。每年4月到9月為開花時期,其花小而不顯著，呈穗狀花序 。

## 生長特性
細葉欖仁樹生長慢，耐熱、耐濕、耐鹼、耐瘠、耐鹽分、抗污染、易移植、壽命長，為優良的海岸樹種。

## 分布
本种原生于马达加斯加，经常作为行道树而被引种到世界各地的城市与庭院之中。

## 用途
- 行道樹、園景樹、林浴樹。
- 樹材可供建築，果皮含韖質，可作染料。[5]

## 圖片
- 莖與樹冠
- 樹皮
- 葉
- 花